# 총기제작자

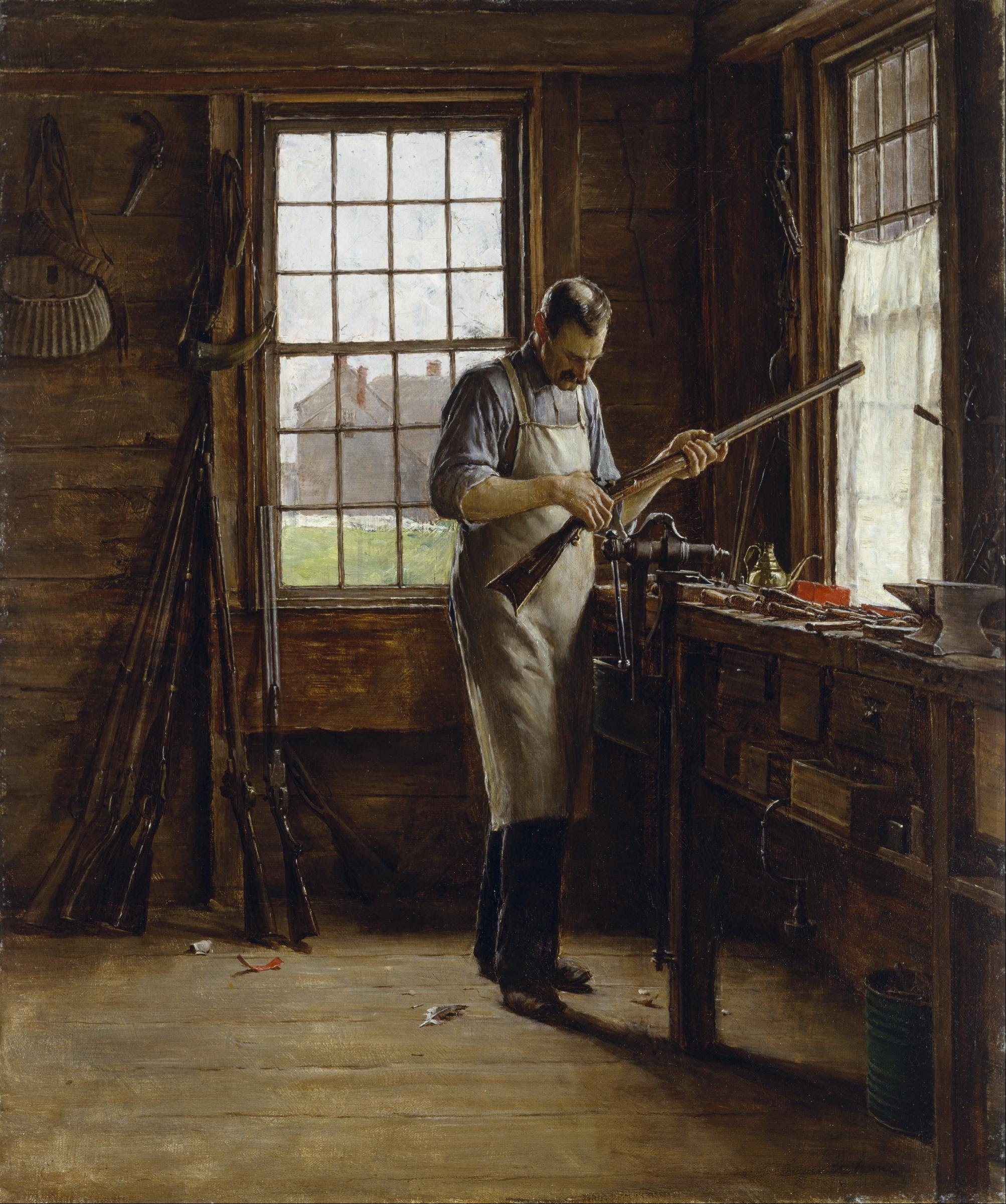

총기제작자(Gunsmith)는 총기를 수리, 개조, 설계, 제작하는 사람을 말한다. 총기제작자에는 제한된 수리만 할 수 있는 아모러와 공장 단위의 수리를 할 수 있는 건스미스가 있다.

## 유명한 건스미스
- 존 브라우닝, 자동화기의 아버지라 불리었고, 브라우닝총으로 매우 유명하다.
- 조나단 브라우닝, 미국의 개척자, 총기 개발자, 존 브라우닝의 부친
- Val A. Browning, American firearms inventor.
- 존 개런드, 캐나다계 미국인 총기 개발자, M1 개런드 소총의 개발자.
- 유진 스토너, M16 소총의 개발자.

## 같이 보기
- 사제총